# فرانکی اله‌افه-۵۷
فرانکی اله‌افه ۵۷ (به ایتالیایی: Franchi LF-57) یک مسلسل دستی ساخت ایتالیا و ساخته‌شده از فلز فشرده است. در دههٔ ۱۹۶۰ میلادی تعداد کمی از این جنگ‌افزار در نیروی دریایی ایتالیا به خدمت گرفته‌شد. بدنه این اسلحه به صورت یک‌تکه ساخته‌شده و باز و بسته کردن آن آسان است.

## به‌کاربرندگان
- جمهوری کنگو[۱]
- جمهوری دموکراتیک کنگو[۱]
- ایتالیا[۱]
- نیجریه[۱]